# Conolampas
Genre
Synonymes
- Hypsoclypus Pomel, 1869.
- Hypsoheteroclypus Szörenyi, 1953 †

Conolampas est un genre d'oursins, de la famille des Echinolampadidae.

## Morphologie
Le test est de taille moyenne à grande, avec un contour circulaire, le côté aboral plus bombé, pour une allure générale hémisphérique à presque conique ; la face orale est plate. L'appareil apical est monobasal avec quatre pores génitaux. Les pétales sont longs, droits, avec une zone porifère étroite, et ouverts distalement. Les pores sont subégaux, circulaires et conjugués. Les deux colonnes de paires de pores sont de longueurs légèrement inégales sur chaque pétale. 
Les plaques ambulacraires au-delà des pétales portent un unique pore. 
Le périprocte est situé sur la face orale, transverse. 
Le péristome est pentagonal, subcentral, et légèrement plus large que long. 
Les phyllodes sont légèrement enfoncées, créant des pseudobourrelets qui contiennent les plaques post-basicoronales, formant une légère bosse. Les phyllodes portent des pores uniques, certains étant arrangés en trois séries. Il y a des pores buccaux. Les tubercules sont perforés et crénulés, petits et de taille égale. Les radioles sont courtes et clairsemées.

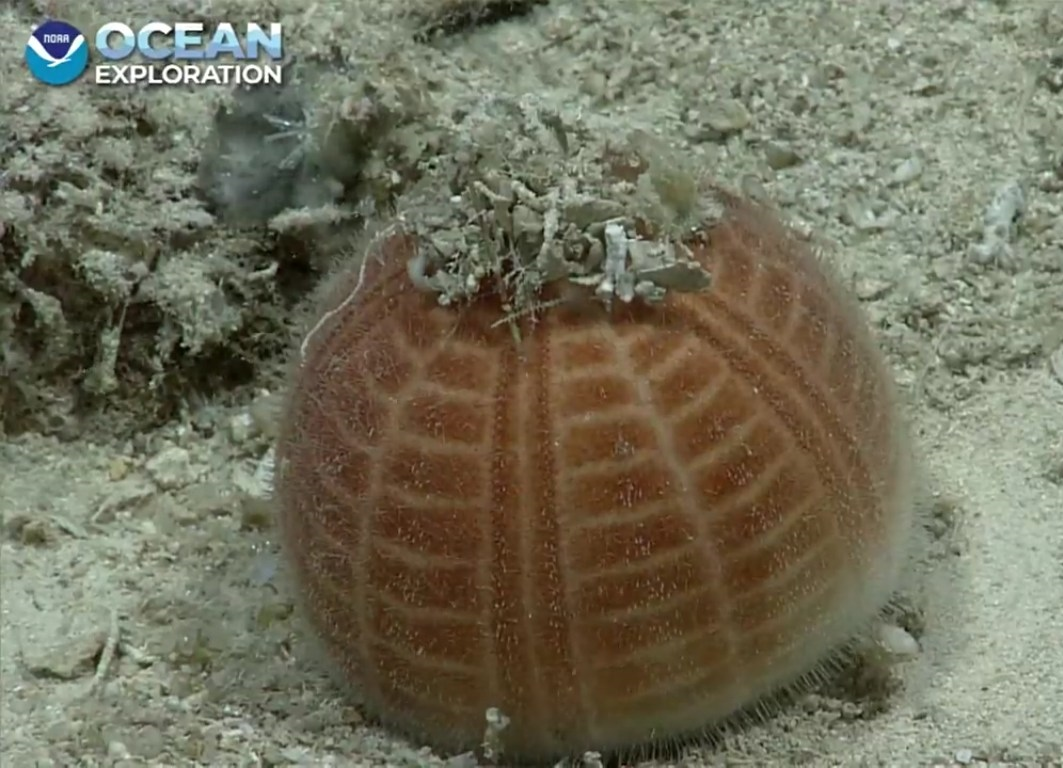
Conolampas sigsbei observé dans les abysses au large des États-Unis.
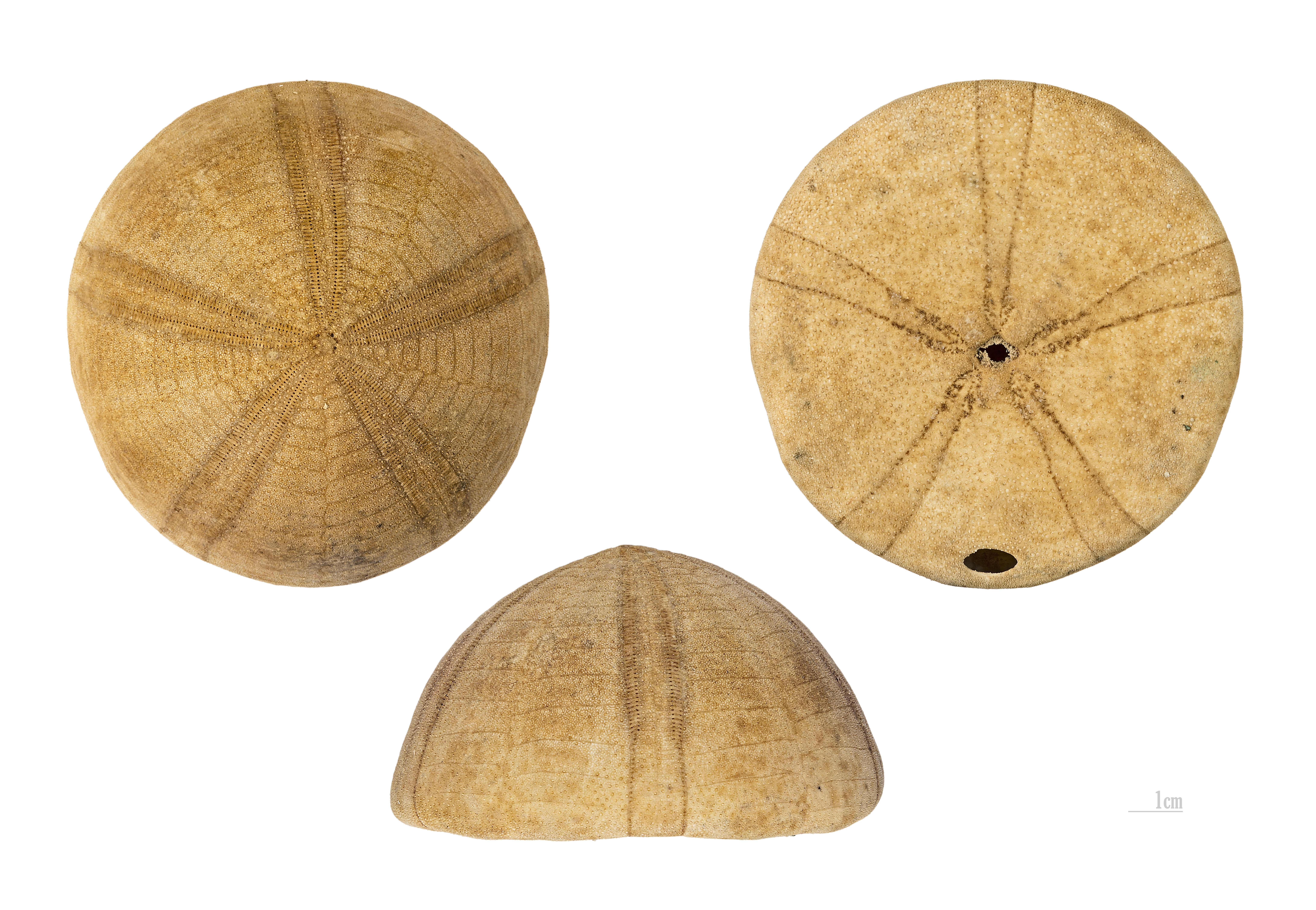
Test dénudé de Conolampas diomedeae (MHNT)

## Répartition
Indo-Pacifique et Caraïbes.

## Systématique
- Le genre Conolampas a été décrit par le zoologiste Alexander Emanuel Agassiz en 1883[3].
- L'espèce type pour le genre est Conoclypus sigsbei A. Agassiz, 1878.

### Taxinomie
Liste des genres
- Conolampas diomedeae Mortensen, 1948 ; Philippines.
- Conolampas malayana Mortensen, 1948 ; Îles Kei, Indonésie.
- Conolampas murrayana Mortensen, 1948 ; Maldives.
- Conolampas sigsbei (A. Agassiz 1878) ; Antilles.

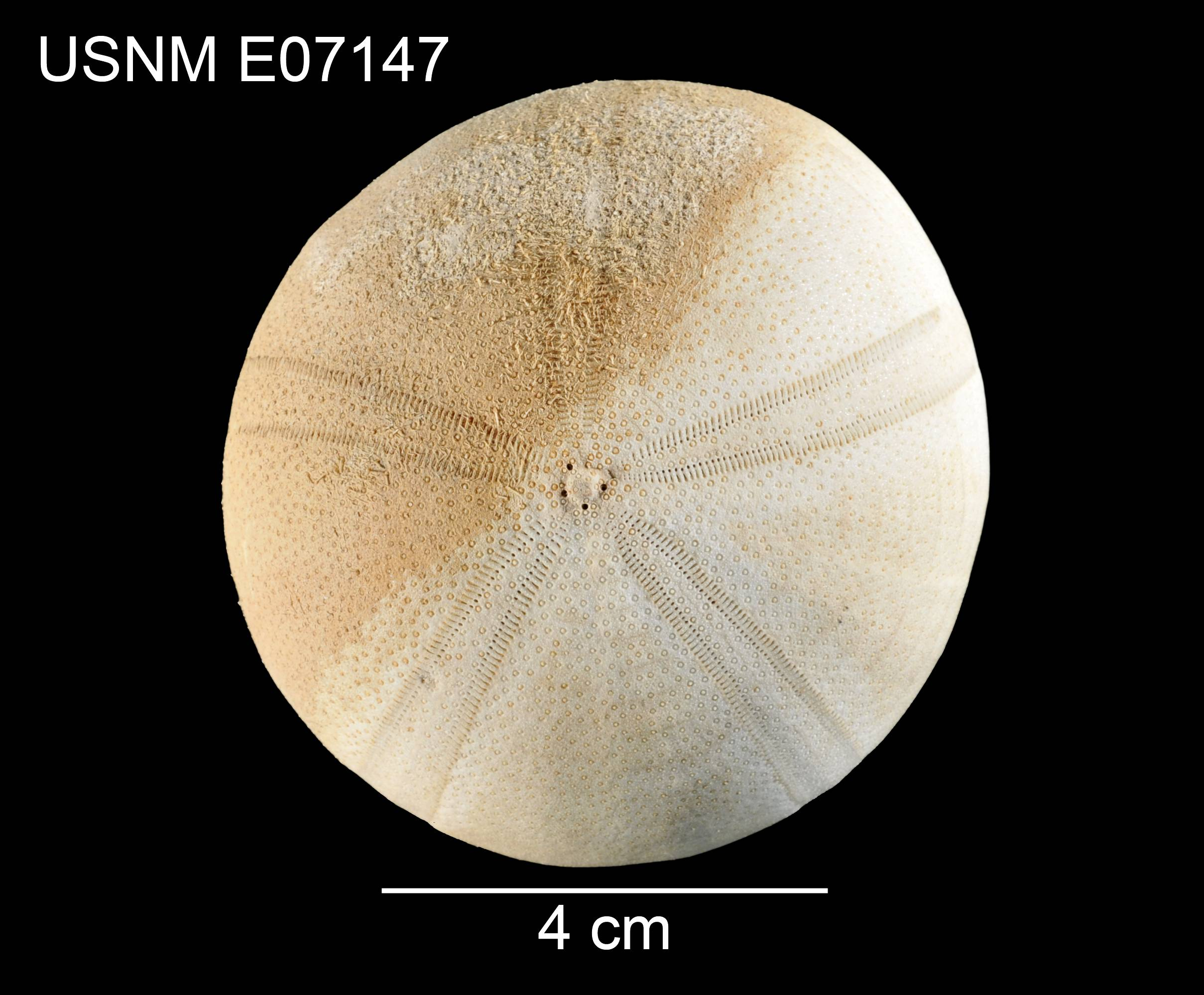
Conolampas diomedeae (USNM)
Conolampas malayana
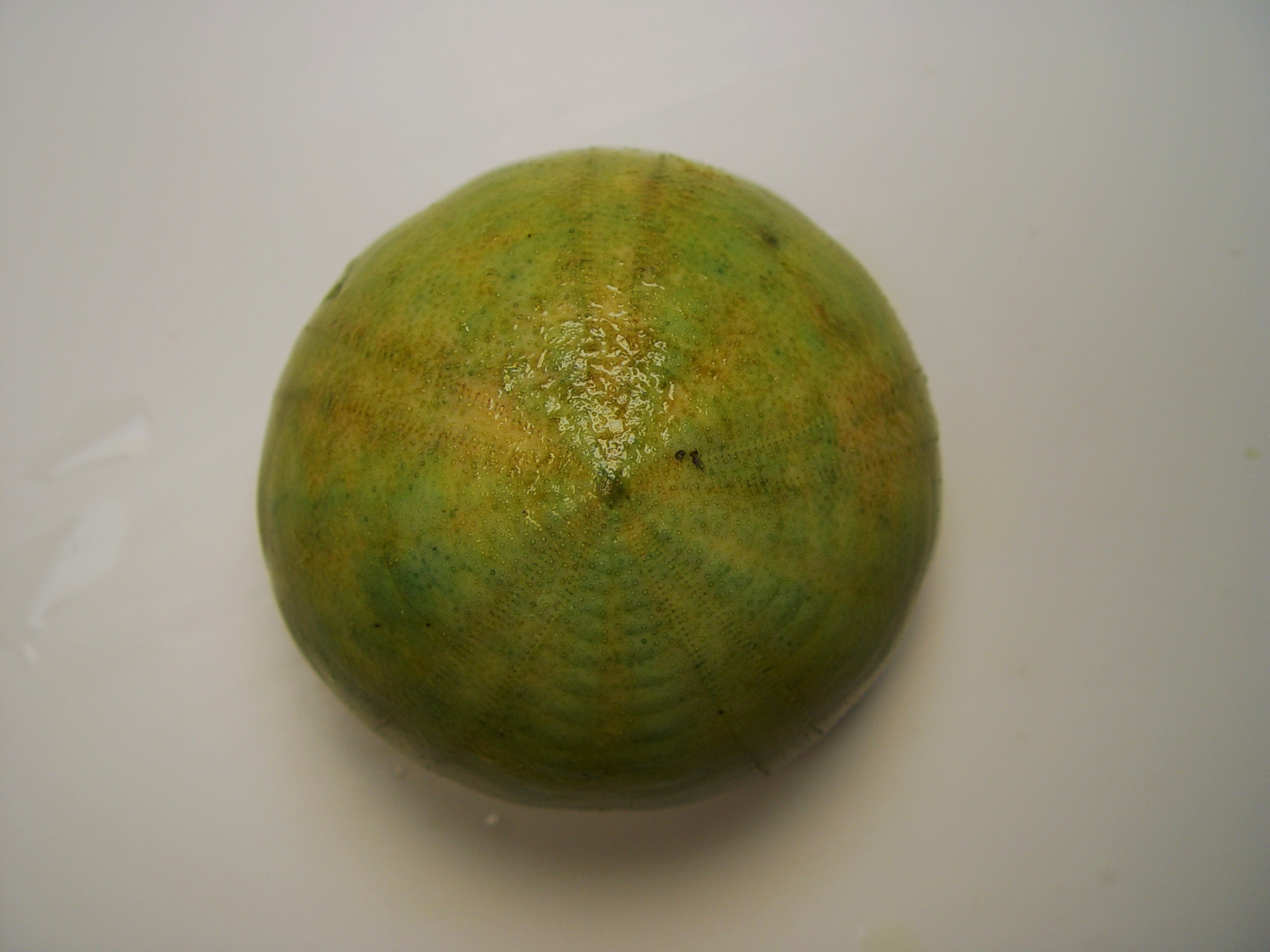
Conolampas sigsbei (Golfe du Mexique).

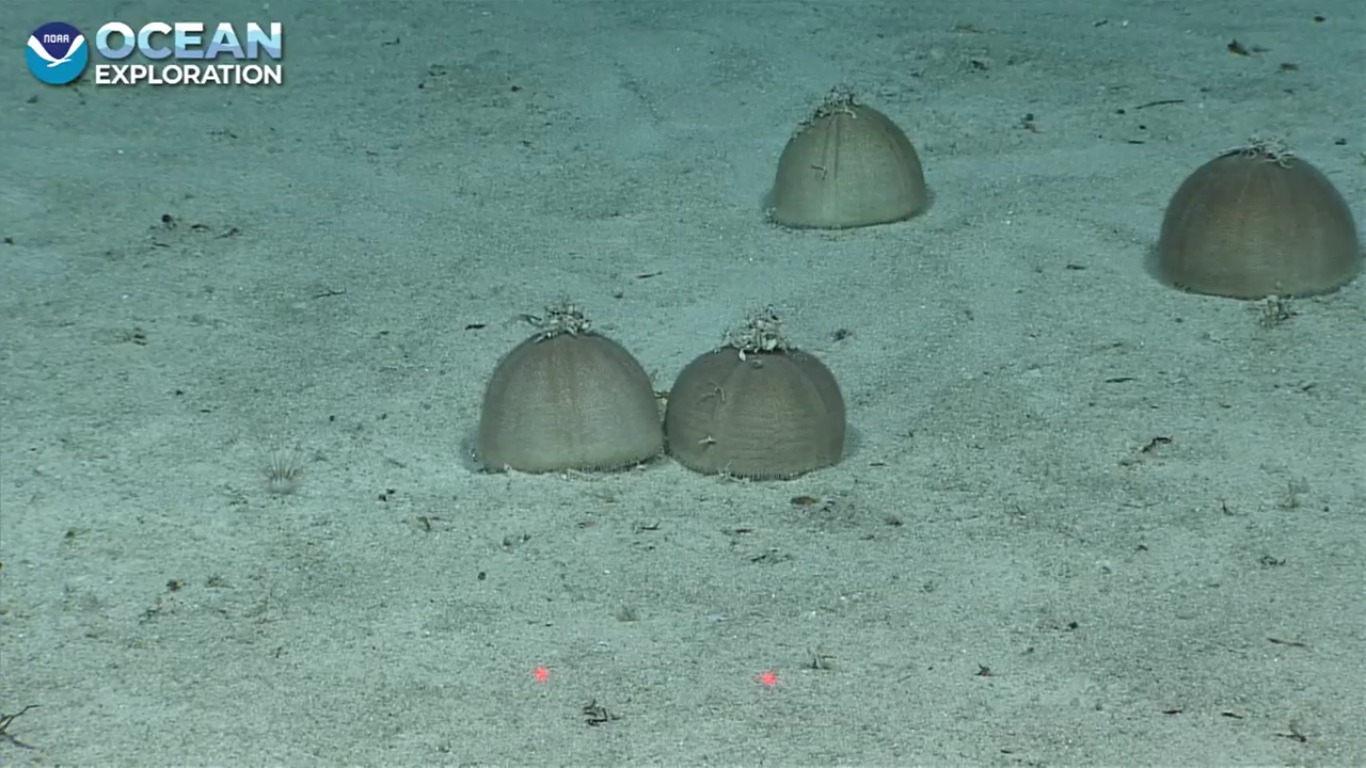
Un groupe de Conolampas sigsbei observés vivants dans les abysses.